# ولسوالی لشکرگاه
لشکرگاه یکی از ولسوالی‌های ولایت هلمند در جنوب افغانستان است. جمعیت آن در سال ۲۰۱۲ میلادی ۱۰۰٬۲۰۰ نفر اعلام شده‌است. مردم این ولسوالی پشتون‌ها هستند.